# アレクシス・ロマオ
ジャック＝アレクシス・ロマオ（Jacques-Alaixys Romao, 1984年1月18日 - ）は、フランス・ヴァル＝ド＝マルヌ県ライ＝レ＝ローズ出身のサッカー選手。EAギャンガン所属。ポジションはミッドフィールダー。

## 経歴

### クラブ
トゥールーズFCの下部組織でプレーした後、2004年にCSルアン・キュゾーに移籍した。2007年7月27日、グルノーブル・フット38に入団。2008-09シーズンにリーグ・アンデビューを果たす。2009-10シーズンは松井大輔とともにプレーした。
グルノーブルの降格に伴い、2010年6月26日にFCロリアンへ加入。移籍後は主に守備的MFとしてチームを支えた。
2013年1月31日、オリンピック・マルセイユへ移籍。
2016年8月30日、オリンピアコスFCに移籍した。
2018年7月24日、スタッド・ランスへ移籍。

### 代表
U-18フランス代表の出場歴があるものの、2005年からトーゴ代表としてプレーしている。2006 FIFAワールドカップに出場した。

## 代表歴

### 出場大会
- トーゴ代表
  - 2006 FIFAワールドカップ

### 試合数
- 国際Aマッチ 85試合 0得点（2005年-）[1]

| トーゴ代表 | 国際Aマッチ | 国際Aマッチ |
| 年         | 出場        | 得点        |
| ---------- | ----------- | ----------- |
| 2005       | 5           | 0           |
| 2006       | 11          | 0           |
| 2007       | 3           | 0           |
| 2008       | 6           | 0           |
| 2009       | 7           | 0           |
| 2010       | 1           | 0           |
| 2011       | 5           | 0           |
| 2012       | 6           | 0           |
| 2013       | 7           | 0           |
| 2014       | 5           | 0           |
| 2015       | 2           | 0           |
| 2016       | 8           | 0           |
| 2017       | 3           | 0           |
| 2018       | 0           | 0           |
| 2019       | 1           | 0           |
| 2020       | 0           | 0           |
| 2021       | 4           | 0           |
| 2022       | 5           | 0           |
| 2023       | 6           | 0           |
| 2024       |             |             |
| 通算       | 85          | 0           |